# Ліга чемпіонів УЄФА серед жінок 2024—2025
Жіноча Ліга чемпіонів УЄФА 2024–25 — двадцять четвертий розіграш турніру та шістнадцятий з моменту перетворення його в Лігу чемпіонів. Фінал відбувся 24 травня 2025 року на стадіоні «Жозе Алваладе» в Лісабоні.

## Учасники турніру
Для визначення кількості учасників турніру від конкретної країни використовувалася таблиця коефіцієнтів національних чемпіонатів: Кожна асоціація, що займала з першого по шосте місце мала по три команди (Франція, Німеччина, Іспанія, Англія, Італія та Швеція).
Наступні десять асоціацій, що займали з сьомого по шістнадцяте місце (Чехія, Данія, Португалія, Норвегія, Шотландія, Австрія, Україна, Ісландія, Білорусь), мали дві команди, які проходили кваліфікацію.
Усі інші асоціації мали одну команду, які також проходили кваліфікацію.
Оскільки володар титулу попереднього сезону пройшов кваліфікацію через свою національну лігу, у формат відбору було внесено такі зміни: Чемпіони асоціації 4 (Англія) виходять у груповий етап замість раунду 2 (Шлях чемпіонів).
• «Клаксвік» та «Сараєво» взяли участь в турнірі в рекордний 22-й раз (включно з Кубком УЄФА по жіночому футболу 2009 року). Для «Сараєво» це 22-й виступ поспіль, що теж є рекордом.
• Десять команд вперше дебютували в єврокубках: «Колос», «Галатасарай», «Гаммарбю», «Црвена Звезда», «Норшелланн», «Нефтчі», «Пюнік», «Фарул», «Ферст Вієнна» та «Погонь». «Нефтчі» став першим представником Азербайджану в турнірі з сезону 2007/08.
• Латвійський клуб «РФШ» раніше грав у турнірі під назвою «Рига», українська «Ворскла» — під назвою «Житлобуд-2», словенська «Мура» — під назвою «Помур'я», а німецький «Айнтрахт» чотири рази вигравав трофей під назвою «Франкфурт».

## Результати

### Перший кваліфікаційний раунд

#### Шлях чемпіонів
На цій стадії грало 41 команда: чемпіони асоціацій з рейтингами від восьмого і нижче.
Учасники були розбиті на 11 міні-турнірів, переможці яких пройшли у другий раунд, де з'єднались з трьома командами з автоматичними перепусками до цієї стадії. У другому раунді було розіграно сім перепусток у груповий етап.
Півфінальний раунд
| Команда 1         | Рахунок  | Команда 2     |
| ----------------- | -------- | ------------- |
| Ворскла           | 5:0      | РФШ           |
| Ференцварош       | 2:1      | Флора         |
| Сараєво-2000      | 3:0      | Клаксвiк      |
| Бенфіка           | 3:1      | Норшелланн    |
| Влазнія           | 3:0      | Гурія         |
| Санкт Пельтен     | 5:0      | Нефтчі Баку   |
| КуПС              | 1:3 (дч) | Селтік        |
| Гінтра            | 5:0      | Ананій-Ной    |
| Брезніца          | 1:2 (дч) | Біркіркара    |
| Андерлехт         | 4:1      | Црвена Звезда |
| Твенте            | 7:0      | Кардіфф Сіті  |
| Валюр             | 10:0     | Люботен       |
| Аполлон           | 3:0      | Пюнік         |
| Мура              | 3:2      | Гленторан     |
| ПАОК              | 2:1 (дч) | Кір'ят-Гат    |
| Серветт           | 1:0      | Погонь Щецін  |
| Шимкент           | 3:0      | НСА Софія     |
| Расінг Люксембург | 1:4      | Галатасарай   |
| Осієк             | 2:0      | Спартак Міява |
| Динамо            | 1:2 (дч) | Пімаунт       |
| Митровиця         | 0:4      | Фарул         |

Фінальний раунд
| Команда 1     | Рахунок | Команда 2    |
| ------------- | ------- | ------------ |
| Ференцварош   | 0:2     | Ворскла      |
| Бенфіка       | 4:0     | Сараєво-2000 |
| Санкт Пельтен | 1:0     | Влазнія      |
| Гінтра        | 0:2     | Селтік       |
| Андерлехт     | 5:0     | Біркіркара   |
| Твенте        | 5:0     | Валюр        |
| Аполлон       | 2:3     | Мура         |
| Серветт       | 2:0     | ПАОК         |
| Шимкент       | 0:5     | Галатасарай  |
| Осієк         | 2:1     | Пімаунт      |
| Волеренга     | 3:1     | Фарул        |

#### Шлях представників ліг
На цій стадії зіграли 16 команд: володарі других місць з асоціацій із рейтингами від сьомого до 16-го та володарі третіх місць з асоціацій із рейтингами від першого до шостого. Учасників було розбито на чотири міні-турніри. У кожному міні-турнірі зіграли чотири команди.
Переможці чотирьох фіналів потрапили до другого раунду, куди шість команд отримали пряму перепустку. У другому раунді було розіграно п'ять путівок до групового етапу.
Півфінальний раунд
| Команда 1    | Рахунок        | Команда 2    |
| ------------ | -------------- | ------------ |
| Аякс         | 4:1 (дч)       | Колос        |
| Брондбю      | 0:1            | Фіорентина   |
| Париж        | 9:0            | Ферст Вієнна |
| Спарта Прага | 3:1 (дч)       | Лінчепінг    |
| Атлетіко     | 2:2 (пен. 2:3) | Русенборг    |
| Арсенал      | 6:0            | Рейнджерс    |
| Айнтрахт     | 0:2            | Спортінг     |
| Мінськ       | 1:6            | Брєйдаблік   |

Фінальний раунд
| Команда 1  | Рахунок | Команда 2    |
| ---------- | ------- | ------------ |
| Фіорентина | 1:0     | Аякс         |
| Париж      | 2:0     | Спарта Прага |
| Арсенал    | 1:0     | Русенборг    |
| Брєйдаблік | 0:2     | Спортінг     |

### Другий кваліфікаційний раунд
В другому раунді були передбачені два шляхи: Шлях чемпіонів (14 команд вели боротьбу за сім путівок у груповому етапі) та Шлях представників ліги (10 команд змагалися за п'ять путівок). Протистояння відбулися із двох матчів (вдома та на виїзді). Переможці пройшли до групового етапу.

#### Шлях чемпіонів
Одинадцять переможців фіналів першого раунду приєдналися до трьох команд, які стартували на цій стадії: чемпіони національних асоціацій на п'ятому, шостому та сьомому місцях у рейтингу.
| Команда 1     | Заг. | Команда 2 | 1-й матч | 2-й матч |
| ------------- | ---- | --------- | -------- | -------- |
| Ворскла       | 0:3  | Селтік    | 0:1      | 0:2      |
| Осієк         | 1:8  | Твенте    | 1:4      | 0:4      |
| Санкт Пельтен | 8:0  | Мура      | 3:0      | 5:0      |
| Андерлехт     | 1:5  | Волеренга | 1:2      | 0:3      |
| Рома          | 10:3 | Серветт   | 3:1      | 7:2      |
| Галатасарай   | 4:3  | Славія    | 2:2      | 2:1      |
| Бенфіка       | 2:3  | Гаммарбю  | 2:1      | 0:2      |

#### Шлях представників ліг
Чотири переможці фіналів першого раунду приєдналися до шести команд, які стартували на цій стадії: володарі других місць із асоціацій із рейтингами від першого до шостого. П'ять переможців протистоянь вийшли до групового етапу.
| Команда 1  | Заг. | Команда 2      | 1-й матч | 2-й матч |
| ---------- | ---- | -------------- | -------- | -------- |
| Фіорентина | 0:12 | Вольфсбург     | 0:7      | 0:5      |
| Геккен     | 1:4  | Арсенал        | 1:0      | 0:4      |
| Спортінг   | 2:5  | Реал Мадрид    | 1:2      | 1:3      |
| ПСЖ        | 2:5  | Ювентус        | 1:3      | 1:2      |
| Париж      | 0:8  | Манчестер Сіті | 0:5      | 0:3      |

### Груповий етап
Для чинних переможців турніру та чемпіонів трьох асоціацій із найвищим рейтингом (французький Дивізіон 1, німецька Бундесліга та іспанська Прімера) передбачені прямі путівки.
Оскільки «Барселона», що виграла Лігу чемпіонів, одночасно стала чемпіоном Іспанії — четверта пряма путівка дісталася чемпіону четвертої за рейтингом асоціації (англійська Суперліга).
Таким чином прямі путівки до групового етапу отримали: «Барселона» (ESP, переможець), «Ліон» (FRA), «Баварія» (GER) та «Челсі» (ENG).
До них приєднались 12 переможців другого раунду: сім клубів зі Шляху чемпіонів (для чемпіонів країн) та п'ять клубів зі Шляху представників ліг (для віце-чемпіонів та володарів третіх місць).

### Група A
| Команда      | І | В | Н | П | ЗМ | ПМ | РМ  | О  |
| ------------ | - | - | - | - | -- | -- | --- | -- |
| Олімпік Ліон | 6 | 6 | 0 | 0 | 19 | 1  | +18 | 18 |
| Вольфсбург   | 6 | 3 | 0 | 3 | 16 | 5  | +11 | 9  |
| Рома         | 6 | 3 | 0 | 3 | 12 | 14 | −2  | 9  |
| Галатасарай  | 6 | 0 | 0 | 6 | 1  | 28 | −27 | 0  |

### Група B
| Команда     | І | В | Н | П | ЗМ | ПМ | РМ  | О  |
| ----------- | - | - | - | - | -- | -- | --- | -- |
| Челсі       | 6 | 6 | 0 | 0 | 19 | 6  | +13 | 18 |
| Реал Мадрид | 6 | 4 | 0 | 2 | 20 | 7  | +13 | 12 |
| Твенте      | 6 | 2 | 0 | 4 | 9  | 19 | −10 | 6  |
| Селтік      | 6 | 0 | 0 | 6 | 1  | 17 | −16 | 0  |

### Група C
| Команда   | І | В | Н | П | ЗМ | ПМ | РМ  | О  |
| --------- | - | - | - | - | -- | -- | --- | -- |
| Арсенал   | 6 | 5 | 0 | 1 | 17 | 9  | +8  | 15 |
| Баварія   | 6 | 4 | 1 | 1 | 17 | 6  | +11 | 13 |
| Ювентус   | 6 | 2 | 0 | 4 | 4  | 11 | −7  | 6  |
| Волеренга | 6 | 0 | 1 | 5 | 3  | 15 | −12 | 1  |

### Група D
| Команда        | І | В | Н | П | ЗМ | ПМ | РМ  | О  |
| -------------- | - | - | - | - | -- | -- | --- | -- |
| Барселона      | 6 | 5 | 0 | 1 | 26 | 3  | +23 | 15 |
| Манчестер Сіті | 6 | 5 | 0 | 1 | 11 | 6  | +5  | 15 |
| Гаммарбю       | 6 | 2 | 0 | 4 | 5  | 17 | −12 | 6  |
| Санкт Пельтен  | 6 | 0 | 0 | 6 | 4  | 20 | −16 | 0  |

### Плей-оф

#### Сітка
|  | Чвертьфінали   | Чвертьфінали | Чвертьфінали | Чвертьфінали |                     |         | Півфінали | Півфінали | Півфінали | Півфінали |  |  | Фінал | Фінал | Фінал | Фінал |
|  |                |              |              |              |                     |         |           |           |           |           |  |  |       |       |       |       |
|  |                |              |              |              |                     |         |           |           |           |           |  |  |       |       |       |       |
|  |                |              |              |              |                     |         |           |           |           |           |  |  |       |       |       |       |
|  | Реал           | 2            | 0            | 2            |                     |         |           |           |           |           |  |  |       |       |       |       |
|  | Реал           | 2            | 0            | 2            |                     |         |           |           |           |           |  |  |       |       |       |       |
|  | Арсенал        | 0            | 3            | 3            |                     |         |           |           |           |           |  |  |       |       |       |       |
|  | Арсенал        | 0            | 3            | 3            | Арсенал             | 1       | 4         | 5         |           |           |  |  |       |       |       |       |
|  |                |              |              |              | Арсенал             | 1       | 4         | 5         |           |           |  |  |       |       |       |       |
|  |                | Ліон         | 2            | 1            | 3                   |         |           |           |           |           |  |  |       |       |       |       |
|  | Баварія        | Ліон         | 2            | 1            | 3                   | 0       | 1         | 1         |           |           |  |  |       |       |       |       |
|  | Баварія        |              |              |              | 24 травня – Лісабон | 0       | 1         | 1         |           |           |  |  |       |       |       |       |
|  | Ліон           | 2            | 4            | 6            |                     |         |           |           |           |           |  |  |       |       |       |       |
|  | Ліон           | 2            | 4            | 6            | Арсенал             | Арсенал | Арсенал   | 1         |           |           |  |  |       |       |       |       |
|  |                |              |              |              | Арсенал             | Арсенал | Арсенал   | 1         |           |           |  |  |       |       |       |       |
|  |                | Барселона    | Барселона    | Барселона    | 0                   |         |           |           |           |           |  |  |       |       |       |       |
|  | Вольфсбург     | Барселона    | Барселона    | Барселона    | 0                   | 1       | 1         | 2         |           |           |  |  |       |       |       |       |
|  | Вольфсбург     |              |              |              |                     | 1       | 1         | 2         |           |           |  |  |       |       |       |       |
|  | Барселона      | 4            | 6            | 10           |                     |         |           |           |           |           |  |  |       |       |       |       |
|  | Барселона      | 4            | 6            | 10           | Барселона           | 4       | 4         | 8         |           |           |  |  |       |       |       |       |
|  |                |              |              |              | Барселона           | 4       | 4         | 8         |           |           |  |  |       |       |       |       |
|  |                | Челсі        | 1            | 1            | 2                   |         |           |           |           |           |  |  |       |       |       |       |
|  | Манчестер Сіті | Челсі        | 1            | 1            | 2                   | 2       | 0         | 2         |           |           |  |  |       |       |       |       |
|  | Манчестер Сіті |              |              |              |                     | 2       | 0         | 2         |           |           |  |  |       |       |       |       |
|  | Челсі          | 0            | 3            | 3            |                     |         |           |           |           |           |  |  |       |       |       |       |
|  | Челсі          | 0            | 3            | 3            |                     |         |           |           |           |           |  |  |       |       |       |       |

#### 1/4 фіналу
Жеребкування 1/4 фіналу відбулося 7 лютого 2025 року в штаб-квартирі УЄФА в Ньоні. Перші матчі відбулись 18 та 19 березня, матчі-відповіді — 26 та 27 березня 2025 року.
| Команда 1      | Заг. | Команда 2 | 1-й матч | 2-й матч |
| -------------- | ---- | --------- | -------- | -------- |
| Реал           | 2:3  | Арсенал   | 2:0      | 0:3      |
| Баварія        | 1:6  | Ліон      | 0:2      | 1:4      |
| Вольфсбург     | 2:10 | Барселона | 1:4      | 1:6      |
| Манчестер Сіті | 2:3  | Челсі     | 2:0      | 0:3      |

#### 1/2 фіналу
Жеребкування  відбулося 7 лютого 2025 року в штаб-квартирі УЄФА в Ньоні. Перші матчі відбулись 19 та 20 квітня, матчі-відповіді — 27 квітня 2025 року.
| Команда 1 | Заг. | Команда 2 | 1-й матч | 2-й матч |
| --------- | ---- | --------- | -------- | -------- |
| Арсенал   | 5:3  | Ліон      | 1:2      | 4:1      |
| Барселона | 8:2  | Челсі     | 4:1      | 4:1      |

#### Фінал
| 24 травня 2025 |     |           |
| Арсенал        | 1:0 | Барселона |

## Найкращі бомбардири
| Місце | Гравчиня           | Клуб      | Голи |
| ----- | ------------------ | --------- | ---- |
| 1     | Клаудія Піна       | Барселона | 10   |
| 2     | Алессія Руссо      | Арсенал   | 7    |
| 3     | Маріона Кальдентей | Арсенал   | 7    |